# Базлик
Базли́к (рос. Базлык, башк. Баҙлык) — село у складі Біжбуляцького району Башкортостану, Росія. Адміністративний центр Базлицької сільської ради.
Населення — 916 осіб (2010; 1023 в 2002).
Національний склад:
- чуваші — 95 %

## Видатні уродженці
- Андреєв Кирило Дементійович — Герой Радянського Союзу.